# Evangeliario de Godescalco

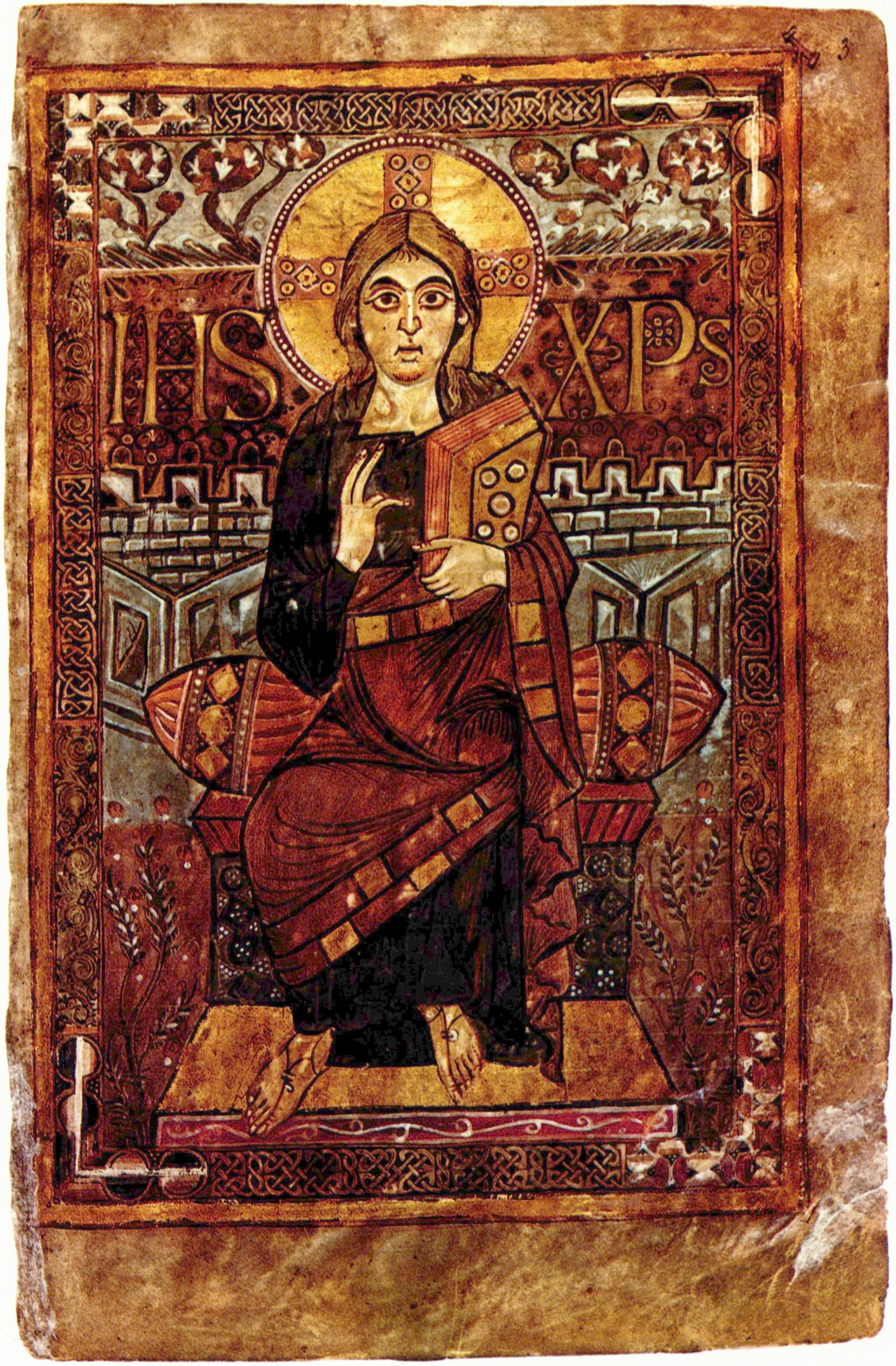
Una iluminación de Cristo en majestad del Evangeliario de Godescalco

El Evangeliario de Godescalco (Paris, BNF. lat.1203) es un manuscrito iluminado realizado por el escriba franco Godescalco y actualmente conservado en la Biblioteca Nacional de Francia. Fue encargado por el rey carolingio Carlomagno y su esposa Hildegarda el 7 de octubre de 781 y terminado el 30 de abril de 783. Es el manuscrito más antiguo que se conoce producido en el escritorio en la Escuela palatina de Carlomagno en Aquisgrán. Se pretendía que el manuscrito conmemorase la marcha de Carlomagno a Italia, su encuentro con el papa Adriano I, y el bautismo de su hijo Pipino. La atribución de la obra a Godescalco y los detalles de la marcha de Carlomagno se contienen en el poema dedicatorio del manuscrito.

## Descripción
El manuscrito, un producto del Renacimiento carolingio, es el ejemplo más antiguo de un estilo de iluminación carolingio. Este estilo estaba caracterizado por motivos naturalistas en la decoración, y una fusión de estilos  insular anglosajón/irlandés, cristiano antiguo (clásico tardío) y bizantino. Los motivos ornamentales en la primera página de cada evangelio descansan intensamente en los entrelazados de origen hiberno-sajón. Los retratos de los evangelistas y Cristo se basan en modelos bizantinos, como los mosaicos de San Vital en Rávena. El artista usó técnicas ilusionistas naturales para crear la apariencia de volumen en los personajes, y usó elaborados sombreados en luz y oscuridad para dar profundidad a los personajes. El estilo de iluminación carolingia fue el estilo más temprano que utilizó con regularidad escritura minúscula carolingia, el tipo precursor de nuestras modernas letras minúsculas. El Evangeliario de Godescalco está iluminado en el mismo estilo que el Salterio de Dagulfo. Ambos manuscritos parecen pertenecer a un grupo de obras conocidas como la «Escuela de Ada» o Escuela Palatina de Carlomagno.

## Contenido
El Evangeliario de Godescalco destaca los servicios de oración y contiene selecciones del evangelio que se suponía que estaban destinados a leer en misa a través del año litúrgico. El contenido del Evangeliario de Godescalco es un recordatorio de la intención de Carlomagno para renovar la cultura del pasado más que crear una nueva. Hubo un movimiento para corregir Salterios, Evangelios y otras obras para proporcionar una compresión más fácil de textos que habían quedado confusos con el paso del tiempo. El Evangeliario de Godescalco está escrito en tinta de oro y plata sobre pergamino purpúreo en caracteres uncial excepto la dedicatoria, que está escrita en minúscula carolingia. El códice está decorado con seis imágenes en miniatura. Las primeras cuatro son retratos de los evangelistas, de los autores de los Evangelios. La quinta es de un Cristo en majestad. La sexta imagen es de la Fuente de la vida, o fons vitae.

## Miniaturas

### Los cuatro evangelistas

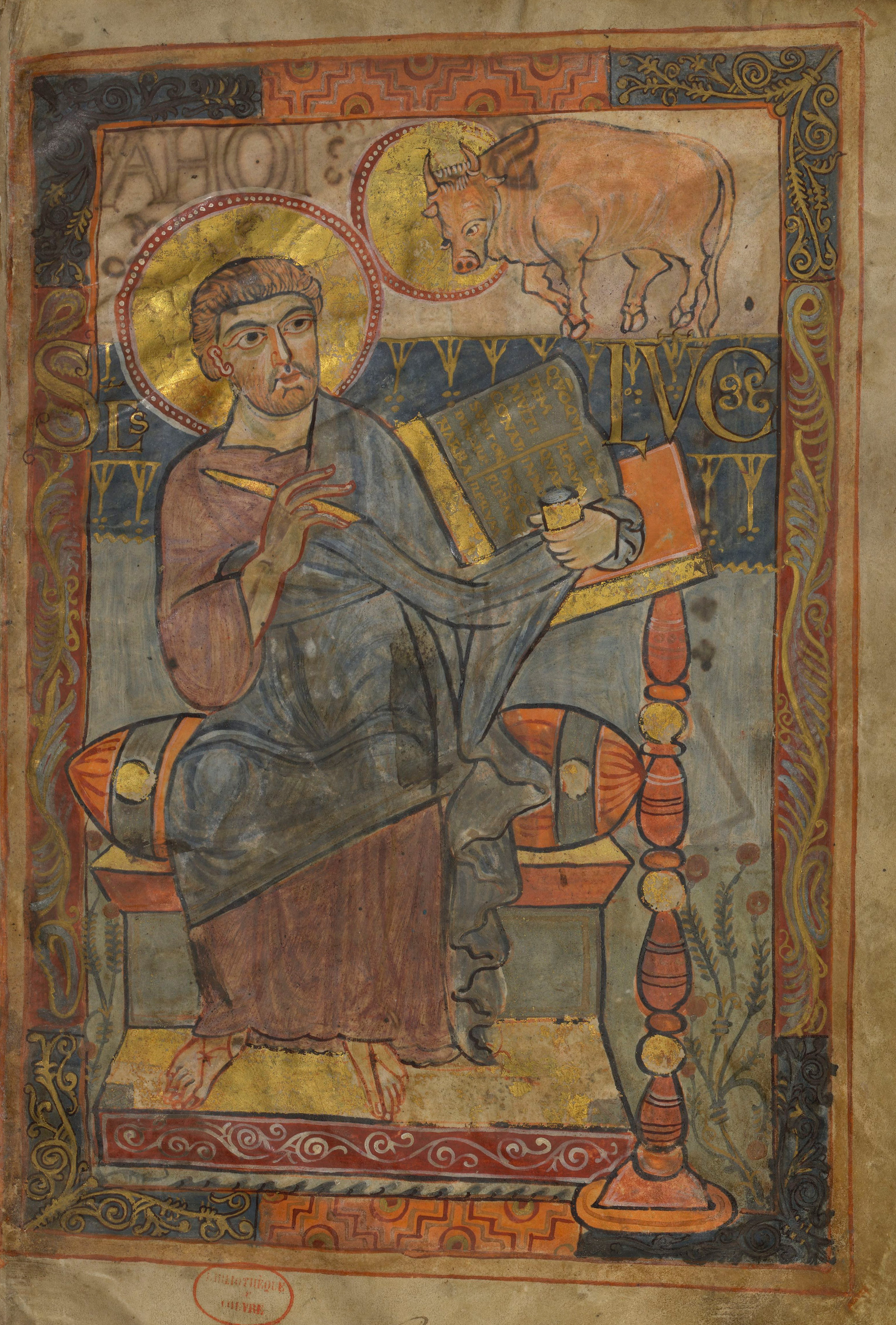
Iluminación de san Lucas con su símbolo, el buey. Es uno de los cuatro evangelistas representados en el Evangeliario de Godescalco.

Como otros evangeliarios, el de Godescalco incluye representaciones de los cuatro evangelistas. El número de evangelistas había sido fijado hacia el año 200 cuando Ireneo, obispo de Lyons en la Galia decretó que los cuatro evangelios, Mateo, Marcos, Lucas y Juan, eran los Evangelios canónicos. El relato de los cuatro evangelistas se dice que eran los que «relataban la misma historia, doctrinalmente correcta». Todos ellos están representados con sus respectivos emblemas en las miniaturas. Cada retrato representa a un de los evangelistas con un stylus y un libro. Esto simboliza el poder de Dios y transmite el mensaje religioso en un contexto erudito. A través de esta representación, las miniaturas presentan el elevado valor del aprendizaje que Carlomagno pretendía transmitir a través de su campaña para reformar la educación. Más aún, los cuatro evangelistas miran afuera, lejos de sus libros. Este es un «motivo iconográfico» que indica inspiración. Este motivo une a las figuras de Godescalco con aquellas del Códice de Egino, un ejemplo de los últimos restos de arte de lujo lombardo obtenido en 774 con la conquista del reino lombardo.

### Cristo en majestad
La miniatura de Cristo en majestad representa a un Jesucristo joven sosteniendo un libro en su brazo izquierdo y haciendo el signo de la bendición con la derecha. Las palabras doradas grabadas detrás de Cristo están estrechamente vinculadas al texto siguiente en el Evangeliario sobre la vida de Cristo que incluye las mismas palabras. Cristo en majestad se basa probablemente en una famosa pintura conocida como el Aquiropoeta que se encuentra en San Juan de Letrán en Roma. Es el mismo lugar donde el papa Adriano I bautizó al hijo de Carlomagno, Pipino. En su tratamiento formal, la miniatura está alargada entre los hombros y la cadera. Esto muestra una posible influencia del estilo del icono de la Virgen coronada como Reina (también conocida como Reina de los Cielos); ubicada en Santa María en Trastevere, ejecutada para el papa Juan VII (705-707). La cara redondeada y los grandes ojos del juvenil Cristo recuerdan a la imagen de la Virgen en el icono del monte Sinaí.

### San Juan Evangelista frente a Cristo en majestad
San Juan recibe un estatus especial principalmente debido a que su representación está en la misma apertura que Cristo en majestad (San Juan evangelista en el lado izquierdo y Cristo en majestad a la derecha). Las dos imágenes presentan un contraste notable. Jesús se sienta en un banco con cojines mientras que San Juan en una silla parecida a un trono. El trono está considerado tradicionalmente como una representación de los cuatro evangelistas pero representa otra capa de significado en estas imágenes. El trono es también una representación de Carlomagno. De esta manera, San Juan sentado en un trono frente a la imagen de Jesucristo es una muestra de autoridad imperial sobre la Iglesia. A San Juan se lo representa con un estilo que está mojando en tinta y páginas sobre las que va a escribir. Cristo simplemente sostiene un libro cerrado en su pecho. Se sugiere así que en la vida de Cristo, él añade poco contenido creativo y hace su trabajo de transmitir el mensaje escrito por los evangelistas.

### La fuente de la vida,fons vitae

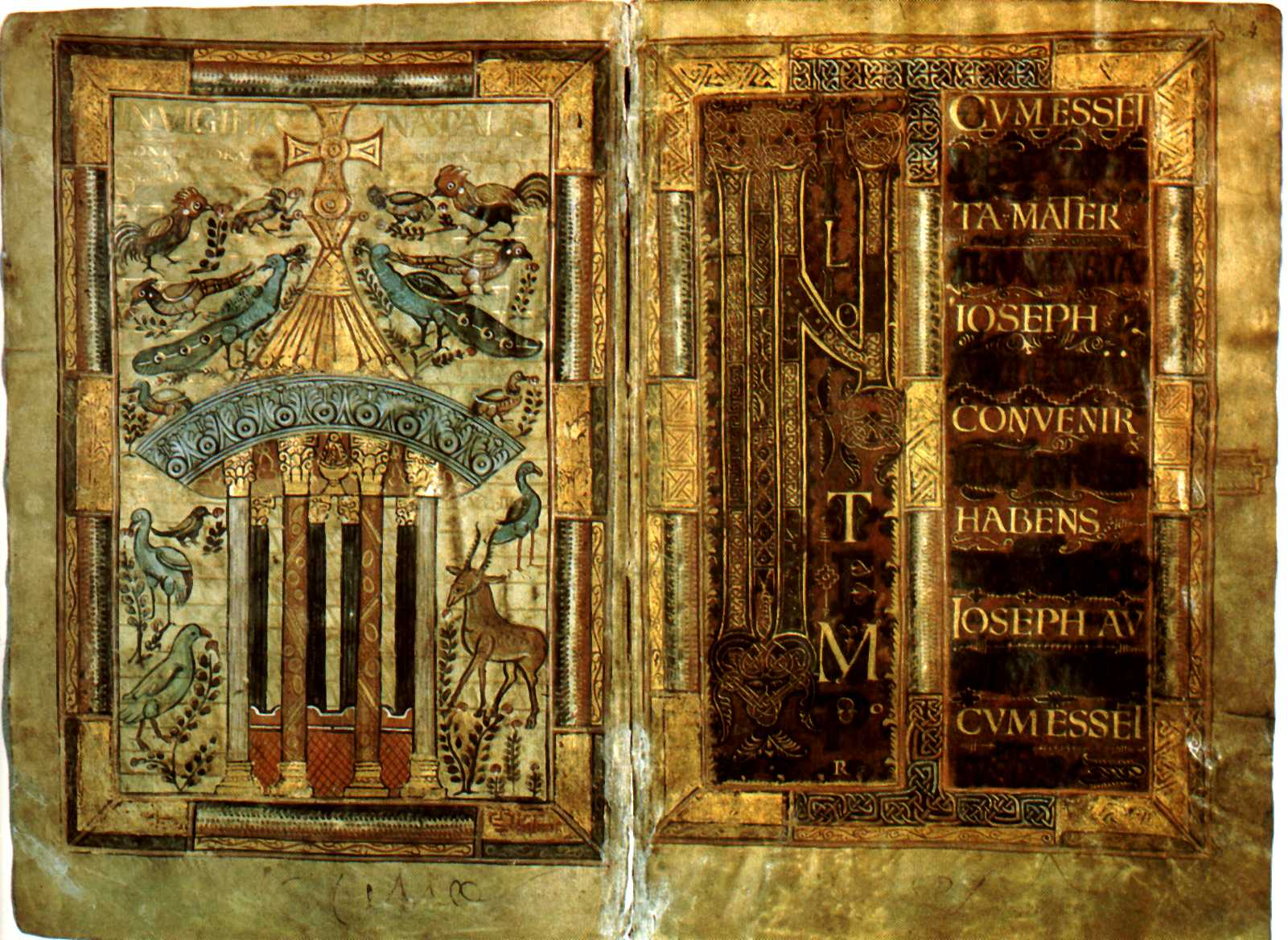
La fuente de la vida (izquierda), conmemorando el bautismo del hijo de Carlomagno, Pipino frente a la Página inicial a la Vigilia de Navidad (a la derecha).

El origen de la imagen de la Fuente de la vida es más antiguo que el Evangeliario de Godescalco. Tempranos ejemplos proceden de manuscritos orientales, donde la fons vitae fue un símbolo de los evangelios como «la fuente de la vida eterna». El significado fue modificado en el Evangeliario y debido a su ubicación y encabezamiento; la miniatura se refiere al nacimiento de Cristo como la Fuente de la Vida. La fuente de la vida ocupa toda una página en el Evangeliario y está significativamente ubicada en reverso con Cristo en un jardín. La miniatura contiene una representación de un santuario que está rematado por una cruz. La forma circular del santuario con un tejado cónico es una referencia al Santo Sepulcro de la miniatura de la Crucifixión en los Evangelios de Rabula. El santuario es una vívida representación del baptisterio en la iglesia de Letrán (Roma). La imagen celestial de los pájaros y las plantas emplea la fuente «como la fuente de los cuatro ríos del Paraíso”, que evoca los cuatro evangelios. Los pavos reales son un símbolo de inmortalidad y los pájaros a su alrededor son aves acuáticas. Estas últimas se identificaban en los comentarios teológicos orientales como «símbolos de los apóstoles» –«pescadores de hombres»– que miraban hacia los pavos reales que simbolizaban a los profetas del Antiguo Testamento que anunciaron la llegada de Cristo. Un ciervo es figura que tradicionalmente se vincula al ritual bautismal a partir de un pasaje en el Salmo 42:1. Simboliza la sed humana de la salvación.
Como el ciervo brama por las corrientes de las aguas, / Así clama por ti, oh Dios, el alma mía..
En la página frente a la Fuente de la Vida está la Página inicial de la Vigilia de Navidad. Contrastando una con otra, la Fuente de la Vida ofrece coloridas imágenes, mientras que las líneas de la Vigilia de Navidad proporcionan una bella imagen de plata (hoy ennegrecida por oxidación) y letras doradas sobre un fondo de púrpura, donde se lee In illo tempore (Mat. 1:18-21). El oro en las letras y las palabras muestran una promesa de un reino dorado. Los materiales preciosos como el oro se creía que eran regalos de Dios en la Edad Media y Godescalco utiliza letras doradas en su poema para emular la vida eterna. La imagen de la Fuente de la Vida y la escritura dorada en la página de enfrente muestran la percepción de la vida eterna en el reino carolingio.

## Texto y manuscrito
El manuscrito fue escrito en tinta dorada y plateada en 127 páginas de pergamino purpúreo. Godescalco describe su libro en un poema dedicatorio al final del Evangeliario:
Palabras doradas están pintadas [aquí] sobre páginas de púrpura,
Los reinos brillantes del Dios tonante de los cielos estrellados,
Revelados en sangre de rojo rosado, muestran las delicias del cielo,
Y la elocuencia de Dios reluciendo con la brillantez adecuada
Las promesas de las espléndidas recompensas que se pueden ganar con el martirio. 
Las letras en oro y plata que usa Godescalco muestran que la imagen de las letras es tan importante como el mensaje que transmiten. El oro y la plata son metales que perduran y su longevidad es un reflejo de la idea de una «imagen del Dios encarnado». La idea de que las palabras son tan importantes como su representación física está arraigada en Juan 1:1 donde San Juan describe a Cristo como el Mundo. De ahí, la iconografía de los evangelios se desarrollaba sobre las relaciones entre su grandeza física y su contenido espiritual.
El manuscrito es un elemento clave en la reforma de la escritura, pues fue el primero que incluyó la nueva minúscula carolingia que se convertiría en un tema fundamental en la producción de libros carolingios a partir de entonces.

## Propósito
El Evangeliario de Godescalco fue una parte importante de las reformas eclesiásticas y educativas de Carlomagno. El manuscrito fue un intento preliminar de estandarizar el lenguaje en el reino carolingio y este logro cultural de reemplazar la escritura merovingia fue duradero. La minúscula carolingia fue tan exitosa que después del año 800, la mayor parte de Francia había adoptado la nueva forma de escribir. Aunque el Evangeliario recibe este nombre por Godescalco, la producción implicó a un equipo de escritores, editores, al propio Godescalco (que fue un poeta y un escriba), fabricantes de pergaminos, un iluminador, un pintor y un encuadernador. Godescalco comenzó una tendencia de manuscritos bíblicos lujosamente decorados en el mundo carolingio. Sus Evagelios fueron una obra ricamente decorada que encajaba con los deseos del monarca que los enacargó. El Evangeliario ofrecía no sólo una nueva alternativa para los iluminadores y los escribas de la época carolingia, sino una forma de escritura que sería adoptada y se mantendría de manera efectiva hasta la actualidad.